# Reacció de metàtesi d'alquens

Catalitzador de Grubbs de primera generació.

Catalitzador de Schrock.

Catalitzador de Grubbs de segona generació.

La reacció de metàtesi d'alquens consisteix en una reorganització dels dobles enllaços dels reactius de què es parteix.
2 RHC=CH2 → RHC=CHR + CH2=CH2↑ en presència d'un catalitzador tipus LnM=CH2
Aquest procés va aportar molts avantatges en el camp de la síntesi orgànica, entre d'altres, i va suposar el Premi Nobel de Química del 2005 als seus descobridors Yves Chauvin, Robert H. Grubbs i Richard R. Schrock.

## Catalitzadors
Des de l'inici de la seva utilització, aquesta reacció s'ha portat a terme amb diversos catalitzadors que s'han anat perfeccionant amb el temps. Els requisits necessaris són la presència d'un metall de transició, per exemple, el níquel, el tungstè, el ruteni o el molibdè, i que aquest estigui coordinat a un carbè.
El catalitzador de Grubbs és el més utilitzat perquè és el més estable i el més tolerant a diferents grups funcionals que pot haver-hi presents a les olefines. De totes maneres, és menys reactiu que alguns altres, per exemple, el catalitzador de Schrock. Recentment, s'han elaborat complexes de ruteni amb la mateixa resistència que el de Grubbs però molt més actius els quals s'anomenen de segona generació.

## Mecanisme
El mecanisme d'aquesta reacció és un cicle catalític.

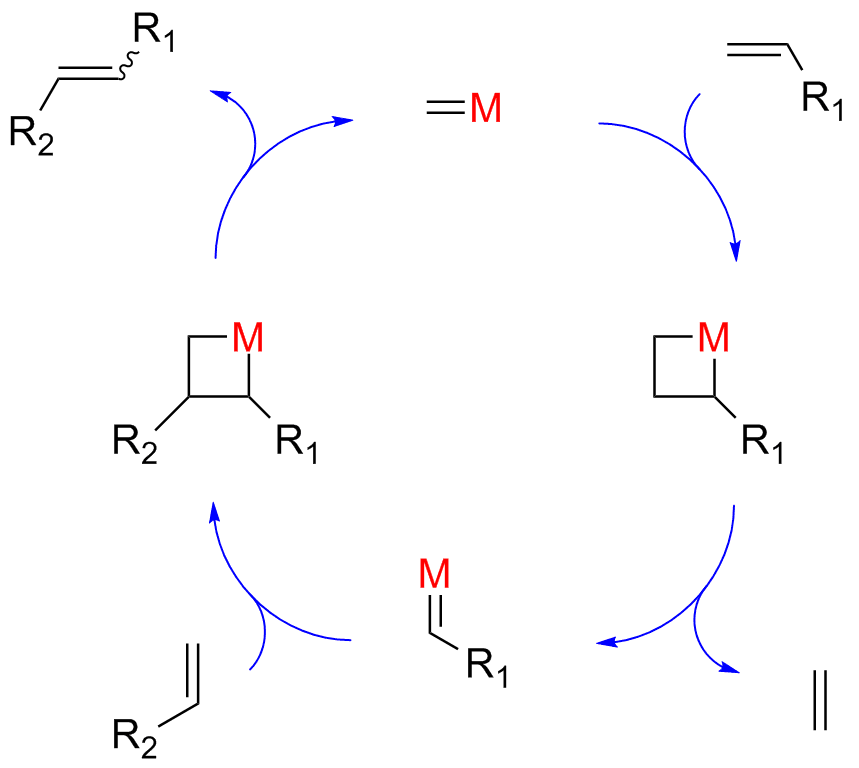

Les cicloaddicions 2+2 estan prohibides per simetria, però els intermedis d'aquesta reacció estan estabilitzats pels orbitals d del metall i produeixen una disminució en l'energia d'activació de la reacció.
Aquest procés es porta a terme augmentant la temperatura fins que s'estableix una situació d'equilibri. Això significa que la reacció és termodinàmicament favorable i, a més, es produeix el despreniment d'un gas la qual cosa és entròpicament molt favorable.

## Estereoquímica
Amb aquesta reacció és molt difícil controlar quin isòmer dels possibles que es poden formar en cada cas serà el majoritari i, en moltes ocasions, s'obté una mescla. En primer lloc, cal destacar que no es tracta d'un procés estereoselectiu, ja que el producte final pot ser cis o trans indistintament. En segon lloc, la complexitat del resultat depèn de les olefines de partida. La reacció pot ser intramolecular donant lloc a una sola opció o intermolecular. En aquest cas, la varietat de productes augmenta amb els graus de substitució dels reactius. Quan tenim reaccions creuades on els productes de partida són diferents entre ells, les olefines obtingudes també ho són, per tant, tampoc és una reacció regioselectiva.
AB + CD → AC + BD + AD + BC + AA + BB + CC + DD + AB + CD
Veiem que hi ha moltes possibilitats tot i que no totes seran igual de probables.

## Aplicacions
Existeixen reaccions molt útils que es basen en aquest procés.
- Metàtesi creuada (CM).
- Metàtesi de tancament d'anells (RCM).
- Metàtesi d'obertura d'anells (ROM).
- Metàtesi d'alquins (AM).
- Metàtesi d'alcans.